# Supovski
Supovski - Суповский (rus) és un possiólok de la República d'Adiguèsia, a Rússia. Es troba a la vora esquerra del riu Sups, a 4,5 km al sud-oest de Takhtamukai i a 97 km al nord-oest de Maikop, la capital de la república.
Pertany al municipi d'Enem.